# Schelabolicha
Schelabolicha (russisch Шелабо́лиха) ist ein Dorf (selo) in der Region Altai (Russland) mit 4006 Einwohnern (Stand 14. Oktober 2010).

## Geographie
Der Ort liegt etwa 80 km Luftlinie westlich des Regionsverwaltungszentrums Barnaul am linken, hohen Ufer des Ob bei der Einmündung seines kleinen linken Zuflusses Schelabolicha.
Schelabolicha ist Verwaltungssitz des Rajons Schelabolichinski sowie Sitz und einzige Ortschaft der Landgemeinde Schelabolichinski selsowet.

## Geschichte
Das Dorf wurde 1750 gegründet und 1944 erstmals Zentrum eines Rajons. 1963 wurde der Rajon aufgelöst, aber 1985 aus Teilen der Nachbarrajons Pawlowski und Tjumenzewski wiederhergestellt.

### Bevölkerungsentwicklung
| Jahr | Einwohner |
| ---- | --------- |
| 1959 | 4502      |
| 1989 | 4059      |
| 2002 | 4332      |
| 2010 | 4006      |

Anmerkung: Volkszählungsdaten

## Verkehr
Schelabolicha liegt an der Regionalstraße R380, die von Barnaul dem linken Ufer des Ob über Kamen am Ob nach Nowosibirsk folgt.